# Femme van het Jaar
De Femme van het Jaar verkiezing werd in 2009 georganiseerd door Stichting FemFusion. 2009 is een belangrijk jaar geweest voor de lesbische gemeenschap, omdat lesbische emancipatie toen voor het eerst in de geschiedenis een apart benoemd aandachtspunt was binnen het Ministerie van Onderwijs, Cultuur en Wetenschap. Voorheen viel het altijd tussen vrouwenemancipatie en homo-emancipatie in. Stichting FemFusion riep 2009 zelfs uit tot het jaar van de lesbische emancipatie. Hun Femme van het Jaar verkiezing speelde een belangrijke rol in het vergroten van de zichtbaarheid van lesbische vrouwen.

## Evenement
Toenmalig minister Ronald Plasterk van het Ministerie van Onderwijs, Cultuur en Wetenschap opende de verkiezing op 25 april en stelde de kandidaten voor aan het publiek. Plasterk ondersteunde de verkiezing omdat hij van mening is dat rolmodellen kunnen helpen bij lesbiennes die nog niet voor hun geaardheid uit durven komen uit angst niet geaccepteerd te worden door hun omgeving. Zangeres Michelle Courtens schreef een themalied voor de verkiezing: "Boobs 'n Brains". Op 30 mei vond de halve finale plaats. Juryvoorzitter en Nederlands auteur Karin Giphart maakte de 3 finalisten bekend. Op 20 juni, tijdens de Roze Zaterdag in Den Haag, werd Giullitta Anthony verkozen tot Femme 2009 en was één jaar lang het boegbeeld en rolmodel van de lesbische emancipatie.
Aletta Jacobsprijs · Aletta van Nu Prijs · Anna Bijns Prijs · Colombina · Corrie Hermannprijs · Courbois-parel · Els Borst Netwerk Inspiratieprijs · Femme van het Jaar · Harriët Freezerring · Helena Rubinsteinprijs · Hilda van Suylenburg prijs · Johanna W.A. Naberprijs · Joke Smit-prijs · Kartiniprijs · Liesbeth van Dorsser Keusprijs · Liese Prokop-vrouwenprijs · Maria Tesselschadeprijs · Marie-Popelinprijs · Opzij Literatuurprijs · Opzij Top 100 -  Pieternel Rolprijs · Theo d'Or · Theo Mann-Bouwmeesterring · Theodora Niemeijer Prijs · Topvrouw van het jaar - De Triomf · Victorine Heftingprijs · Vrouw in de Media Award · Wilhelmina Druckerprijs · Women's Prize for Fiction · Zakenvrouw van het jaar · Zonta Award